# Rodolfo Hernández
Pour les articles homonymes, voir Hernández.
Hernández  Suárez est un nom espagnol. Le premier nom de famille, en général paternel, est Hernández ; le second, en général maternel, souvent omis, est Suárez.
Rodolfo Hernández Suárez, né le 26 mars 1945 à Piedecuesta (département de Santander) où il meurt le  2 septembre 2024, est un homme d'affaires, ingénieur et homme politique colombien. Il est maire de Bucaramanga de 2016 à 2019 et candidat à l'élection présidentielle de 2022.

## Biographie

### Activités professionnelles
Rodolfo Hernández est propriétaire de l'entreprise de construction de logements Constructora HG, qu'il a fondée en 1972, et déclare posséder une fortune de 100 millions de dollars. Il s’est enrichi grâce aux hypothèques — en Colombie les hauts taux d’intérêt ruinent souvent les petits consommateurs, les endettant à vie.

### Débuts en politique
Sa première incursion dans la politique date de 1992, quand il est élu conseiller municipal à Piedecuesta, sa ville natale, dans le département de Santander, mais il n'a jamais siégé au conseil municipal, n'envoyant une lettre de démission qu'à l'expiration de son mandat.
Il finance les campagnes de nombreuses personnalités politiques dans son fief de Santander et utilise sa proximité avec la classe politique régionale pour favoriser ses affaires[réf. nécessaire].
En 2011, il finance la campagne de Luis Francisco Bohórquez, un homme politique libéral qui remporte la mairie de Bucaramanga, et est emprisonné depuis 2017. En 2012, alors qu'il fait partie du conseil d'administration d'Entorno Verde, il demande lui-même la levée d'obstacles placés contre une décharge contrôlée par cette société ; en outre, sa belle-sœur Martha Lucía Oliveros, occupe le poste de secrétaire au développement social de la mairie de Bucaramanga en 2014. Cependant, la relation entre Luis Francisco Bohórquez et Rodolfo Hernández est entravée par le manque d'intérêt de Bohórquez pour les idées qu'il voulait développer dans la ville.

### Maire de Bucaramanga
Rodolfo Hernández remporte la mairie de Bucaramanga lors des élections de 2015. Le procureur général le suspend de ses fonctions pendant huit mois pour avoir frappé et injurié un conseiller municipal, Jhon Claro, le 28 novembre 2018.
Une deuxième suspension provisoire dont il fait l'objet le 16 septembre 2019 entraîne l'ouverture d'une enquête disciplinaire par le bureau du procureur général de la région de Santander.

### Campagne présidentielle de 2022
En juin 2021, il annonce sa candidature à la présidence de la République pour le mandat 2022-2026. Sa colistière, candidate à la vice-présidence, est Marelen Castillo. Ne souhaitant s’affilier à aucun parti politique traditionnel, il crée son propre parti, la Ligue des gouvernants anti-corruption.
Décrit comme populiste, il mène une campagne tournée vers le rejet de la corruption de la classe politique traditionnelle et met en avant son image d'entrepreneur à succès, capable de transformer la Colombie. Au cours de la campagne, il accuse ses adversaires d'être des « crapules », des « voleurs », et même des toxicomanes à plusieurs occasions. Il s'exprime régulièrement de manière très familière et parfois avec grossièreté. Son langage familier constitue un atout face à une classe politique jugée corrompue.
Certains observateurs estiment que son discours antisystème n'est que de façade. Selon Christophe Ventura, directeur de recherche à l’Institut des relations internationales et stratégiques (Iris), Rodolfo Hernández présente un programme d’inclinaison « néolibérale, autoritaire, mais avec un aspect de protection populaire, c’est-à-dire une forme d’offre de protection pour une partie de la population vulnérable ». Selon lui, l'homme d'affaires « n’incarne pas un projet antisystème. En réalité, il est plutôt le nouveau visage du système ».
Comparé à Donald Trump, il se distingue toutefois de l'homme d'affaires et président américain, ayant fait fortune seul, ne l'ayant pas hérité, et soutenant les droits des femmes et des homosexuels. À l'élection présidentielle de 2018, il avait par ailleurs soutenu Gustavo Petro, son rival de gauche de 2022.
Il est classé politiquement entre la droite et le centre, tandis que lui-même déclare être centriste. Son projet est populiste sur la forme et d'essence néolibérale sur le fond, fondé sur l'idée d'une société dans laquelle les individus peuvent s'élever socialement et prospérer sans entrave dans la cadre d'un État modeste, efficace et sans bureaucratie.
Son programme est peu détaillé et il n'a pas pris part aux débats avec les autres candidats avant le premier tour. Il est sujet à de brusques changements d'opinions : longtemps favorable à la fracturation hydraulique (fracking) et à la pulvérisation de glyphosate par voie aérienne contre les cultures illicites (procédé controversé en raison de son impact sur la santé des paysans), il a finalement changé d'avis au cours de la campagne électorale. Il se positionne pour la décriminalisation de l'avortement mais contre sa légalisation, pour la légalisation du cannabis à usage médical mais contre son usage récréatif, et soutient une politique de réhabilitation des consommateurs de drogues en lieu et place de celle répressive alors en vigueur. Il soutient un abaissement de la TVA de 19 à 10 %, la mise en place d'un système de santé universel, d'un revenu de base pour les personnes âgées et celles proches ou en dessous du seuil de pauvreté ainsi que l'effacement des dettes des étudiants ayant les meilleurs notes de leur promotion. Il se positionne également en faveur de la mise en place d'un quota de 50 % de femmes dans les fonctions publiques, dont le gouvernement. Il soutient le rétablissement de relations diplomatiques avec le Venezuela (suspendues en 2018 par Iván Duque), la fin du service militaire obligatoire et l'ouverture de négociations de paix avec la guérilla de l'ELN.
Le 20 mai 2022, Íngrid Betancourt, créditée de moins d'1 % d'intention de vote, retire sa candidature et apporte son soutien à Rodolfo Hernández. Lors du premier tour le 29 mai, il arrive en deuxième position avec 28 % des voix, derrière le candidat de gauche Gustavo Petro (40 %), et se qualifie pour le second tour. Il reçoit pour le second tour l'appui de Federico Gutiérrez, le candidat de la droite traditionnelle, arrivé troisième avec 23 % des voix. Les deux partis dominant traditionnellement la vie politique colombienne, le Parti libéral et le Parti conservateur, ainsi que l’ex-président Álvaro Uribe, lui apportent également leur soutien. Rodolfo Hernandez refuse cependant tout soutien des personnalités politiques issues de la droite durant l'entre-deux-tours. Il bénéficie ausi du soutien des principaux médias colombiens, aux mains de grands groupes économiques nationaux.
Il refuse à nouveau pendant cet entre-deux-tours de débattre avec son adversaire.
Rodolfo Hernández est défait au second tour de l'élection présidentielle le 19 juin 2022, où il remporte 47,26 % des suffrages, face à Gustavo Petro (50,49%). Il reconnaît sa défaite dans la foulée : « Aujourd'hui, la majorité des citoyens et des citoyennes ont choisi l'autre candidat. (...) J'accepte le résultat tel qu'il est », déclare-t-il dans un live sur Facebook. « Je souhaite au Dr Gustavo Petro qu'il sache comment diriger le pays et qu'il soit fidèle à son discours contre la corruption »
Sa deuxième place à l'élection présidentielle lui donne le droit d'occuper un siège au Sénat à partir du 20 juillet. Il renonce à son mandat le 25 octobre suivant.

### Procédure judiciaire et autres controverses
Il est poursuivi par la justice pour des faits présumés de corruption dans le cadre de l'affaire Vitalogic. Le parquet l'a accusé en août 2020 d'avoir participé à des actes de corruption lors de l'embauche d'un conseiller pour l'entreprise de nettoyage municipal de Bucaramanga (EMAB), lorsqu’il était maire de la ville, afin qu'il établisse les conditions d'un appel d'offres sur mesure pour la société Vitalogic RSU, permettant à son fils Luis Carlos Hernandez de retirer des commissions. Il est reconnu responsable de faits de corruption dans le cadre de cette affaire en mars 2024
Il a souvent provoqué la polémique, comme en ignorant l'existence de certains départements colombiens ou en proclamant en 2016 son admiration pour Adolf Hitler. Interrogé en 2021 sur cette déclaration, il affirme s'être trompé et avoir voulu citer Albert Einstein. Il tient pendant sa campagne de 2022 des propos misogynes, affirmant que les femmes ne devraient pas participer à la vie politique : « L'idéal serait que les femmes se consacrent à élever les enfants »,. Il a aussi décrit les femmes vénézuéliennes comme « des usines à fabriquer des enfants pauvres ».
Il est filmé lors d'une fête donnée en 2021 sur un yacht à Miami (États-Unis) entouré d'une dizaine de jeunes femmes en partie dévêtues qui semblent être des prostituées. La fête a été organisée par le millionnaire en présence de responsables d’une grande société pharmaceutique et de plusieurs lobbyistes.
Rodolfo Hernández meurt le 2 septembre 2024 à Piedecuesta à l’âge de 79 ans.

## Vie privée
En 2004, sa fille adoptive est enlevée, les ravisseurs réclamant 7 milliards de pesos colombiens. Rodolfo Hernández choisit de ne pas payer et elle ne sera jamais retrouvée. Durant la campagne présidentielle de 2022, dans un contexte de polémiques que Le Figaro considère comme « souvent nauséabondes », l'adversaire de Rodolfo Hernández, Gustavo Petro, relaie des informations remettant en cause la réalité de l'enlèvement, avec l'idée sous-jacente qu'il n'aurait pas payé car sa fille était adoptée. Rodolfo Hernández répond alors à son rival : « J'espère que vous n'aurez jamais à prendre une décision aussi difficile dans votre vie ».